# Марија Радојчић
Марија Радојчић (1982. Јазак, Србија) је српска предузетница и политичарка, рођена 1982. године у селу Јазак на Фрушкој гори. По образовању је економисткиња, а позната је по свом ангажману у промоцији женског предузетништва и развоју руралног туризма .                            У Скупштини Војводине била је од 2008. до 2012. године као чланица Лиге социјалдемократа Војводине (ЛСВ).

## Рани живот и приватна каријера
Радојчић је рођена у Јазаку, селу у општини Ириг , у тадашњој Социјалистичкој Аутономној Покрајини Војводини у Социјалистичкој Републици Србији у Социјалистичкој Федеративној Републици Југославији. Похађала је Универзитет у Новом Саду, где је дипломирала економију. Заједно са својом породицом, води малу фарму и продаје сир под називом „Фришки јазачки сиреви” , који је добио похвалу на Балканском фестивалу сира. Такође је спонзорисала серију догађаја „Business Café“ и радила је на промоцији женског предузетништва и сеоског туризма.
Марија је данас носитељка франшизне лиценце за „Business Cafe”, организаторка Новосадског ноћног базара који се приређује широм Србије и за који постоји листа чекања од готово 200 излагача.

## Политичка каријера
Радојчићева је изабрана у Скупштину Војводине на покрајинским изборима 2008. године. Освојила је четрдесето место на изборној листи ЛСВ-а „Заједно за Војводину“ ; листа је имала пет пропорционалних мандата, а потом је изабрана за једну од делегаткиња своје странке.  (До 2012. године, мандати су додељивани кандидатима на успешним листама по нахођењу странке или коалиције која их је спонзорисала, а уобичајена пракса је била да се мандати додељују ван нумеричког редоследа; Радојчићева позиција на листи није имала утицаја на то да ли ће добити мандат или не.) ЛСВ је учествовала у извршном већу Војводине током овог периода, а Радојчићева је била присталица извршне власти. Током свог мандата у скупштини, била је позната по раду на пројектима везаним за унапређење права жена у покрајини.
Реизабрана је на покрајинским изборима 2012. године као кандидаткиња у једномандатној изборној јединици Ириг, али није враћена. Војводина је потом укинула места у својим изборним јединицама и усвојила систем чистог пропорционалног представљања, са мандатима додељеним по нумеричком редоследу кандидатима на успешним листама. Радојчић је освојила четрдесет пето место на листи ЛСВ на покрајинским изборима 2016. године и није изабрана када је листа освојила девет мандата. Такође је била кандидаткиња ЛСВ на парламентарним изборима у Србији 2012 , 2014. и 2016. године , иако није изабрана ни у једном од ових случајева.
Радојчић је такође била члан скупштине општине Ириг.  Године 2007, била је портпарол општине у преговорима са УНЕСКО-ом о проглашењу Фрушке горе за светску баштину. 